# Eugenio Driutti
Eugenio Driutti, né le 14 janvier 1949 à Tarcento, est un artiste italien.
Eugenio Driutti a dessiné la pièce de 1 centime d'euro italienne, avec pour motif le Castel del Monte de Andria.